# Ko Tao
Ko Tao (Thai: เกาะเต่า) ist eine Insel (Thai: เกาะ - Ko) im Golf von Thailand rund 70 km östlich des Isthmus von Kra und 45 km nördlich von Ko Pha-ngan vor der Südostküste Thailands gelegen. Die Insel gehört zur Provinz Surat Thani.

## Geografie
Ko Tao ist die drittgrößte Insel des nach der etwa 60 km südlich gelegenen Insel Ko Samui benannten Samui-Archipels (Mu Ko Samui), zu dem noch etwa weitere 60 Inseln gehören, darunter Ko Pha-ngan, die rund 40 Inseln des Nationalparks Ang Thong und die Ko Tao direkt vorgelagerte kleine Inselgruppe Nang Yuan.
Der Name Ko Tao bedeutet „Schildkröteninsel“ und stammt aus einer Zeit, als das Meer um die Insel noch von einer großen Anzahl Meeresschildkröten besiedelt war. In Zusammenarbeit mit dem thailändischen Fischereidepartment werden heute auf der Insel wieder Schildkröten und Muscheln großgezogen, die später an den Riffen wieder ausgesetzt werden können. Ein anderes Umweltschutzprojekt ist das „Biorock-Projekt 2008“, wo ein künstliches Riff vor dem Strand von Sairee angelegt wurde.
Auf der der Nordwestküste Ko Taos vorgelagerten kleinen Inselgruppe Nang Yuan ist ein in Privatbesitz stehendes Resort mit Tauchschule. Ko Tao ist 21 Quadratkilometer groß.

## Geschichte
Ko Tao war lange Zeit unbewohnt und wurde nur manchmal von Fischern angesteuert, um Schutz vor Unwettern zu suchen oder frisches Süßwasser aufzunehmen.
Am 18. Juni 1899 besuchte König Chulalongkorn (Rama V.) die Insel und hinterließ, wie auch auf der Nachbarinsel Ko Pha-ngan, sein Monogramm auf einem Felsen in der Jor-Por-Ror-Bucht.
Ab 1933 wurde Ko Tao wegen ihrer relativ großen Entfernung zum Festland als Gefängnisinsel benutzt. Vor allem politische Gefangene wurden hierher geschickt. Erst als Premierminister Kuang Abhayawongse 1947 beim König um eine Amnestie für die Gefangenen ansuchte, wurden sie wieder auf das Festland gebracht und der Gefängnisbetrieb eingestellt. Für kurze Zeit war die Insel nun wieder unbewohnt.
Noch im selben Jahr setzten die Brüder Khun Ueam und Khun Oh von Ko Pha-ngan über und ließen sich in der Sairi-Bucht (อ่าวหาดทรายรื, „Sairee“, wörtl.: Ri-Bucht) nieder. Ihre Familien folgten nach und sie begannen das Land zu kultivieren. Wie überall in der Region waren, neben dem Fischfang, Kokospalmen und Gemüse-Anbau die wichtigsten landwirtschaftlichen Erwerbsmöglichkeiten.

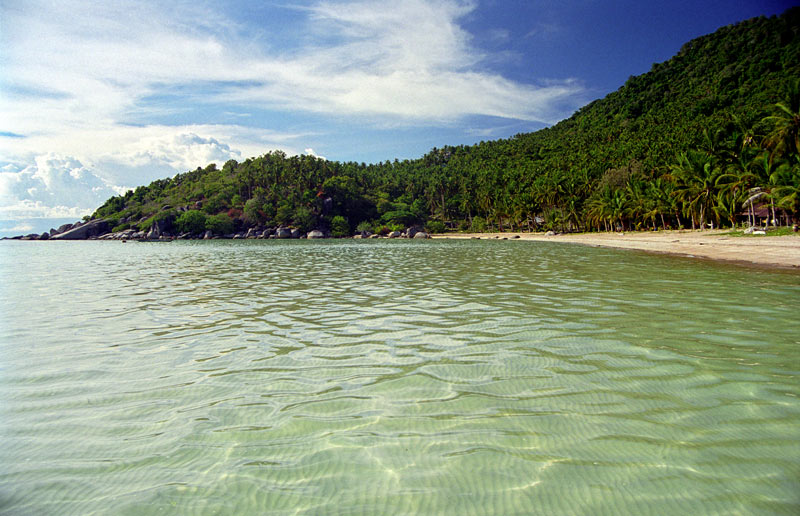
Nordende des Sairi-Strandes

Erst ab Mitte der 1980er-Jahre kamen zu den bis dahin einzigen Bewohnern auch erste Urlaubsgäste hinzu. Junge Reisende, die zuvor bereits Samui, später Pha-ngan, besucht hatten, „entdeckten“ Ko Tao als eine Insel, die bis dahin vom internationalen Tourismus noch unberührt war. Und wie schon zuvor bei den größeren Nachbarinseln folgten den ersten Besuchern bald weitere. Insbesondere Taucher wurden von der reichhaltigen Unterwasserwelt in der Umgebung der Insel angelockt.
Die Zahl der Touristen nahm seither ständig zu und Ko Tao gilt heute als bei Tauchanfängern beliebtestes Tauchgebiet in Südostasien. Zugleich wuchs auch die touristische Infrastruktur, touristisches Zentrum ist die Westküste. Daneben sind vor allem die Buchten von Chalok Ban Kao (อ่าวโฉลกบ้านเก่า) und Tanot (อ่าวโตนด) erschlossen. Rund um die Insel gibt es in den oft nur mit Geländewagen oder Boots-Taxis, eigentlich Longtail-Fischerbooten, erreichbaren Buchten eine Vielzahl meist einfacher Bungalows und Hütten in Pfahlbauweise. Vor allem an den größten und am leichtesten erreichbaren Buchten an der Westküste, beim Hauptort Mae Hat (อ่าวแมหาด, Mae-Hat-Bucht), wo alle die Insel ansteuernden Fähren anlegen, und an der benachbarten Sairee-Bucht, wurden eine Reihe von Bungalow-Anlagen und mehrere Hotels gebaut. Den Bedürfnissen der anfangs vor allem zum Tauchen anreisenden Gäste entsprechend, wurde auch eine große Anzahl von Tauchschulen gegründet.
Seit Beginn der 2000er-Jahre ist der Tourismus die Haupteinnahmequelle der auf rund 4000 Menschen angewachsenen Bevölkerung der Insel. Die überwiegende Mehrzahl der Gäste sind nach wie vor Rucksacktouristen. Mit den inzwischen schnelleren Bootsverbindungen zum Festland und den touristisch erschlosseneren Nachbarinseln im Süden wächst auch die Anzahl von Gästen aus dem übrigen touristischen Spektrum. Die entsprechende Infrastruktur wie Restaurants, Banken und Einkaufsmöglichkeiten findet sich vor allem im Hauptort Mae Hat, in Chalok Ban Kao und Sairee. Mit der Zunahme von zahlungskräftigeren Touristen werden, wie früher bereits auf Samui und Pha-ngan, die älteren Holzbungalows zunehmend durch Gebäude ersetzt, die mehr Komfort bieten sollen.

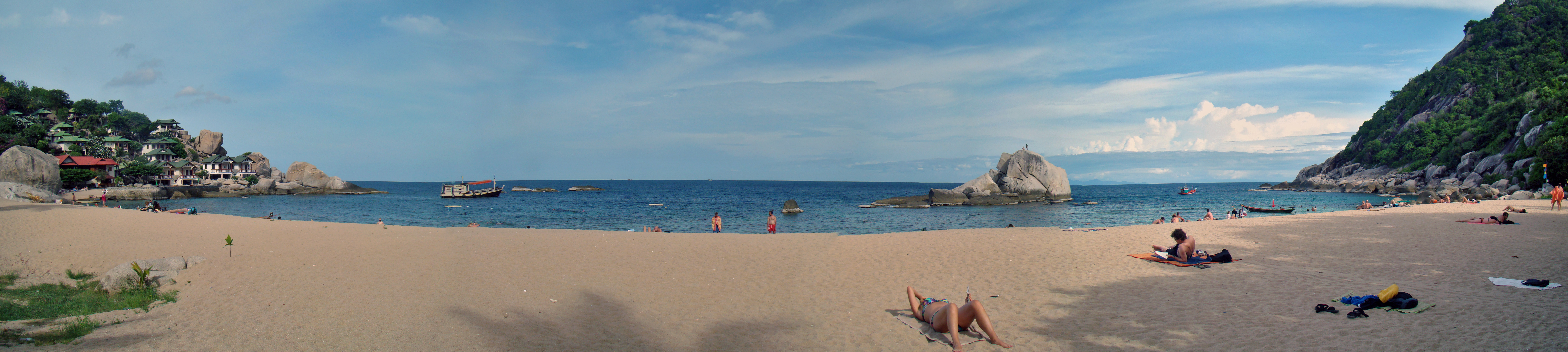
Panorama-Ansicht der Tanote Bay

## Impressionen von Ko Tao

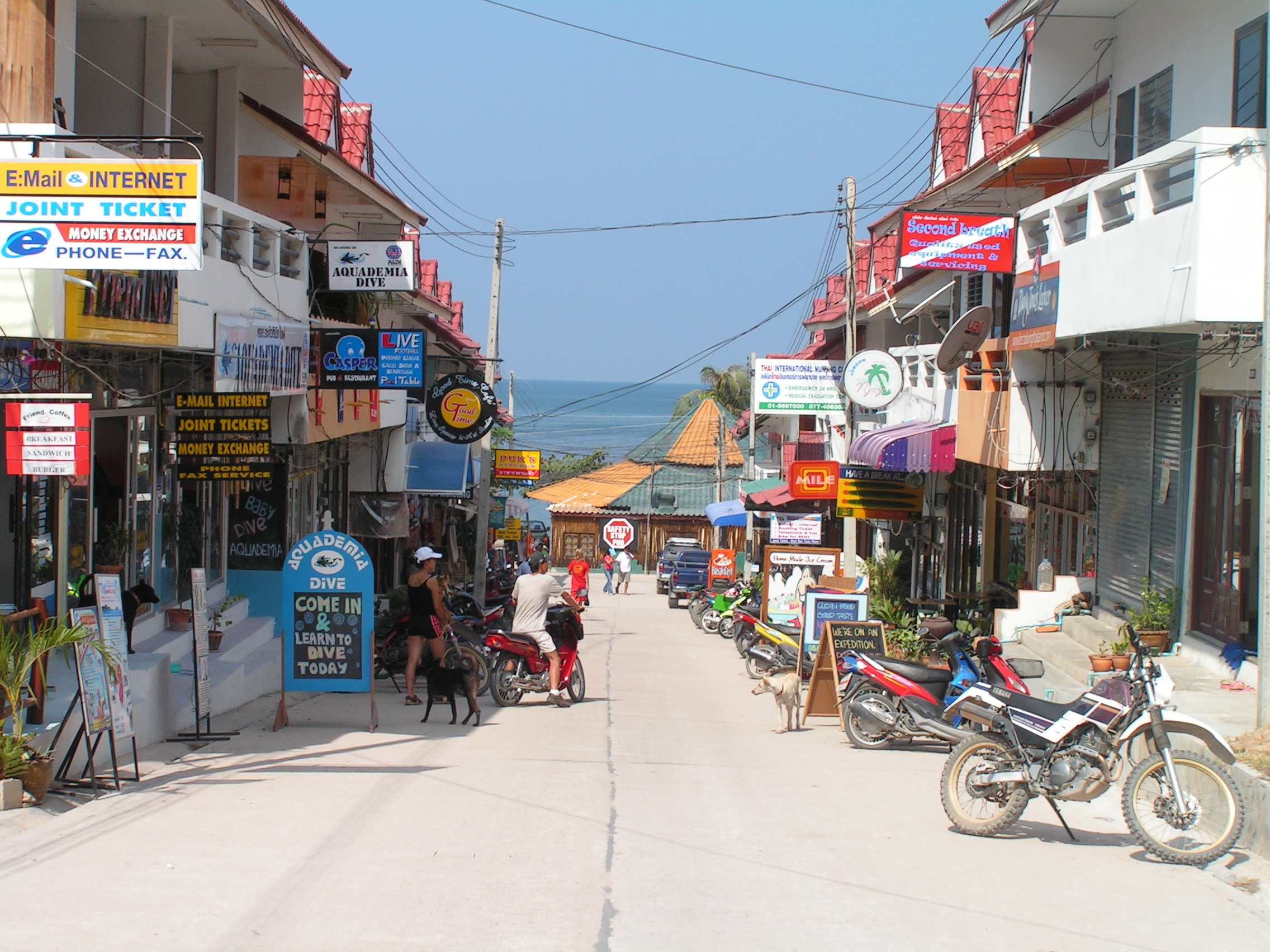
Mae-Hat-Bucht (อ่าวแมหาด)
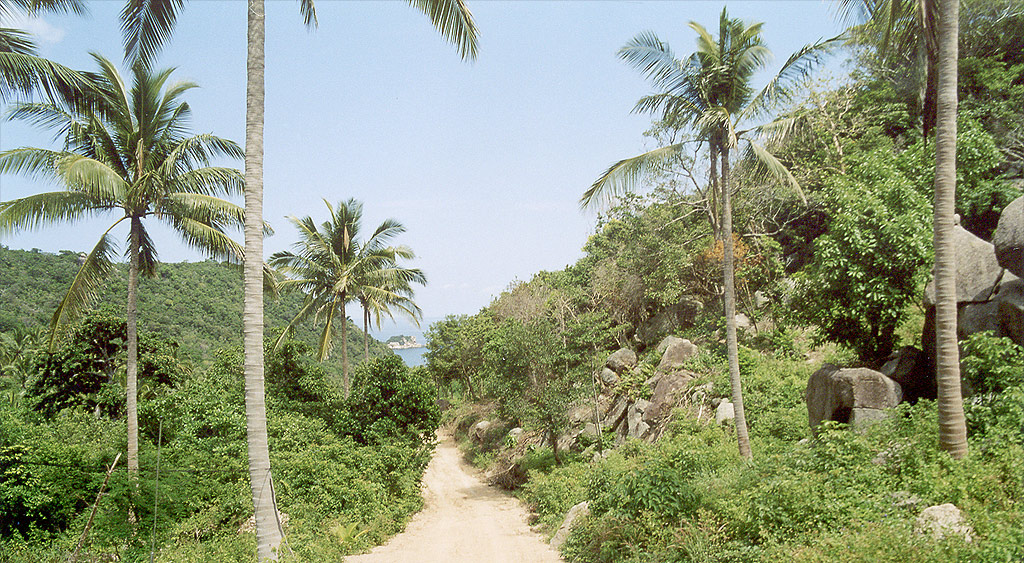
Lang-Kai-Bucht (อ่าวหลังค่าย)
Im Inselinneren von Koh Tao
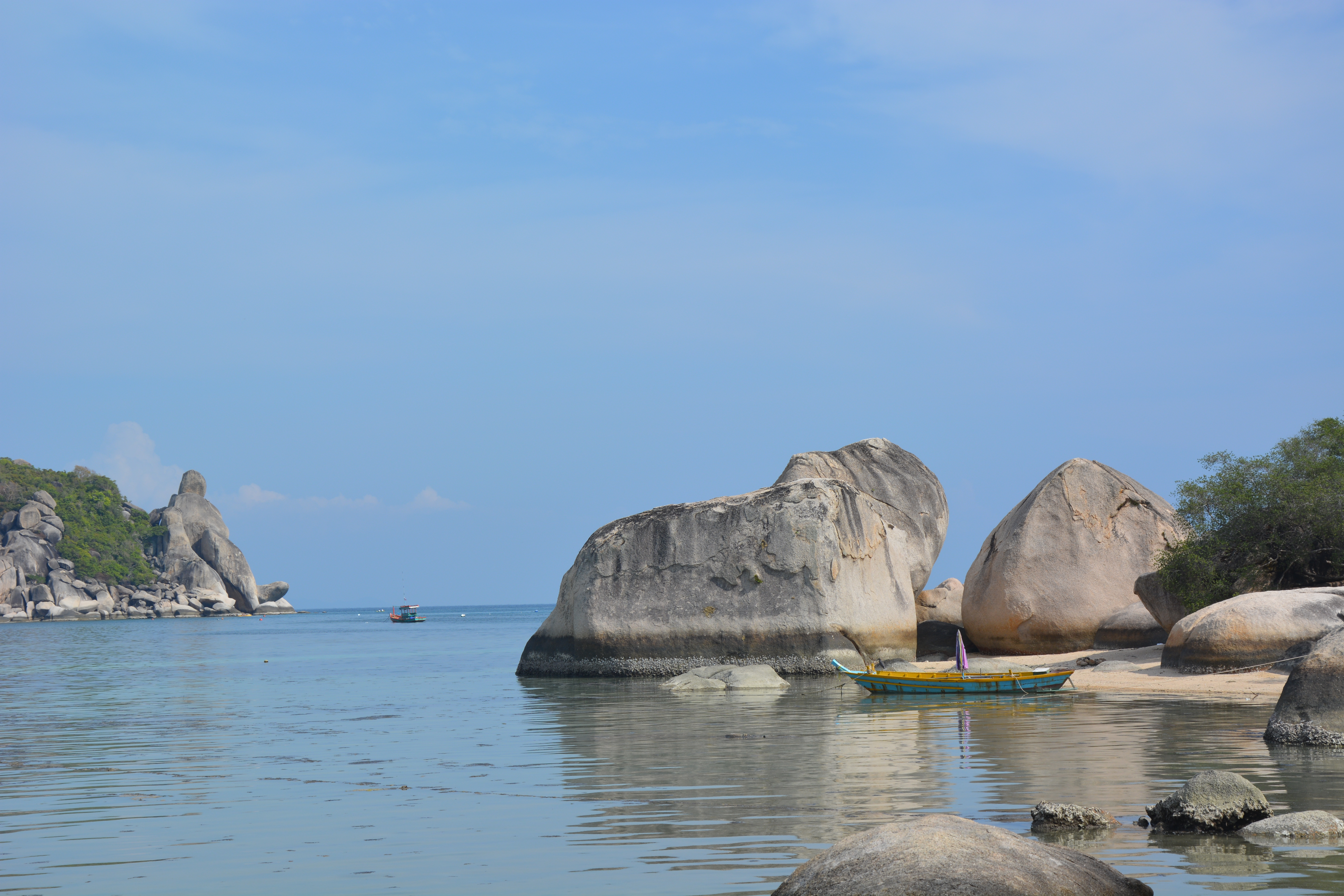
Chalok-Ban-Kao-Bucht (อ่าวโฉลกบ้านเก่า)